# Domenico Angherà
Domenico Angherà (Potenzoni, 1803 – Napoli, 1873) è stato un patriota italiano.
Arciprete, iniziato in Massoneria  nel 1824, membro del Grande Oriente di Napoli, fu Maestro venerabile della Loggia Sebeziae fondatore (1846) di una società segreta evangelica di stampo massonico il cui motto era Religione e Libertà. Dopo l'arresto partecipò alla rivolta di Catanzaro e fece parte del comitato di salute pubblica.
A Malta, ove fu esiliato in seguito, fu in stretti rapporti con il celebre patriota Nicola Fabrizi. Tornò in patria nel 1860.